# Elisa Lam
Elisa Lam, también conocida por su nombre cantonés, Lam Ho Yi (en chino tradicional, 藍可兒; Vancouver, 30 de abril de 1991 - Los Ángeles, 19 de febrero de 2013), fue una estudiante canadiense de la Universidad de Columbia Británica en Vancouver. Su cuerpo fue recuperado del tanque de agua del Hotel Cecil en el centro de Los Ángeles el 19 de febrero de 2013. Lam había sido reportada como desaparecida a principios de mes. Los trabajadores de mantenimiento del hotel descubrieron el cuerpo al investigar tras las quejas de los huéspedes sobre problemas con el suministro de agua.
Su desaparición había sido ampliamente reportada; aumentando el interés cinco días antes del descubrimiento de su cuerpo, cuando el Departamento de Policía de Los Ángeles publicó un vídeo de la última vez que se supo que la cámara de seguridad de un ascensor la había registrado, el día de su desaparición. En el vídeo, se ve a Lam salir y volver a entrar en el ascensor, hablando y gesticulando en el pasillo de afuera, y algunas veces pareciendo esconderse dentro de él, el cual parece estar funcionando mal. El vídeo se volvió viral en Internet, y muchos espectadores informaron que lo encontraron inquietante. Las posibles explicaciones iban desde afirmaciones de intervención paranormal hasta el trastorno bipolar del cual sufría Lam; también se ha argumentado que el vídeo fue alterado antes de su publicación.
Las circunstancias de la muerte de Lam, una vez que la encontraron, también plantearon preguntas, especialmente al saberse de la historia del Hotel Cecil en relación con otras muertes y asesinatos notables. Su cuerpo estaba desnudo con la mayor parte de su ropa y objetos personales estando en el fondo del tanque. La oficina del forense del condado de Los Ángeles tardó cuatro meses, después de repetidos retrasos, en publicar el informe de la autopsia, que no informaba de evidencia de trauma físico y afirmó que la causa de la muerte fue accidental. Los huéspedes alojados en el Cecil, ahora rebautizado como Stay on Main, demandaron al hotel por el incidente, y más tarde ese año los padres de Lam presentaron una demanda por separado; esta última fue desestimada en 2015. Cuando el caso empezó a ganar notoriedad en Internet, algunos medios resaltaron lo que consideraban similitudes inusuales entre la muerte de Lam y la película de terror japonesa popular Dark Water (Agua oscura), de 2002. El caso ha sido mencionado en la cultura popular internacional.

## Antecedentes
Lam, hija de emigrantes de Hong Kong, quienes abrieron un restaurante en Burnaby, en las afueras de Vancouver (Canadá), era una estudiante de la Universidad de Columbia Británica, aunque ya no estaba registrada a principios de 2013.

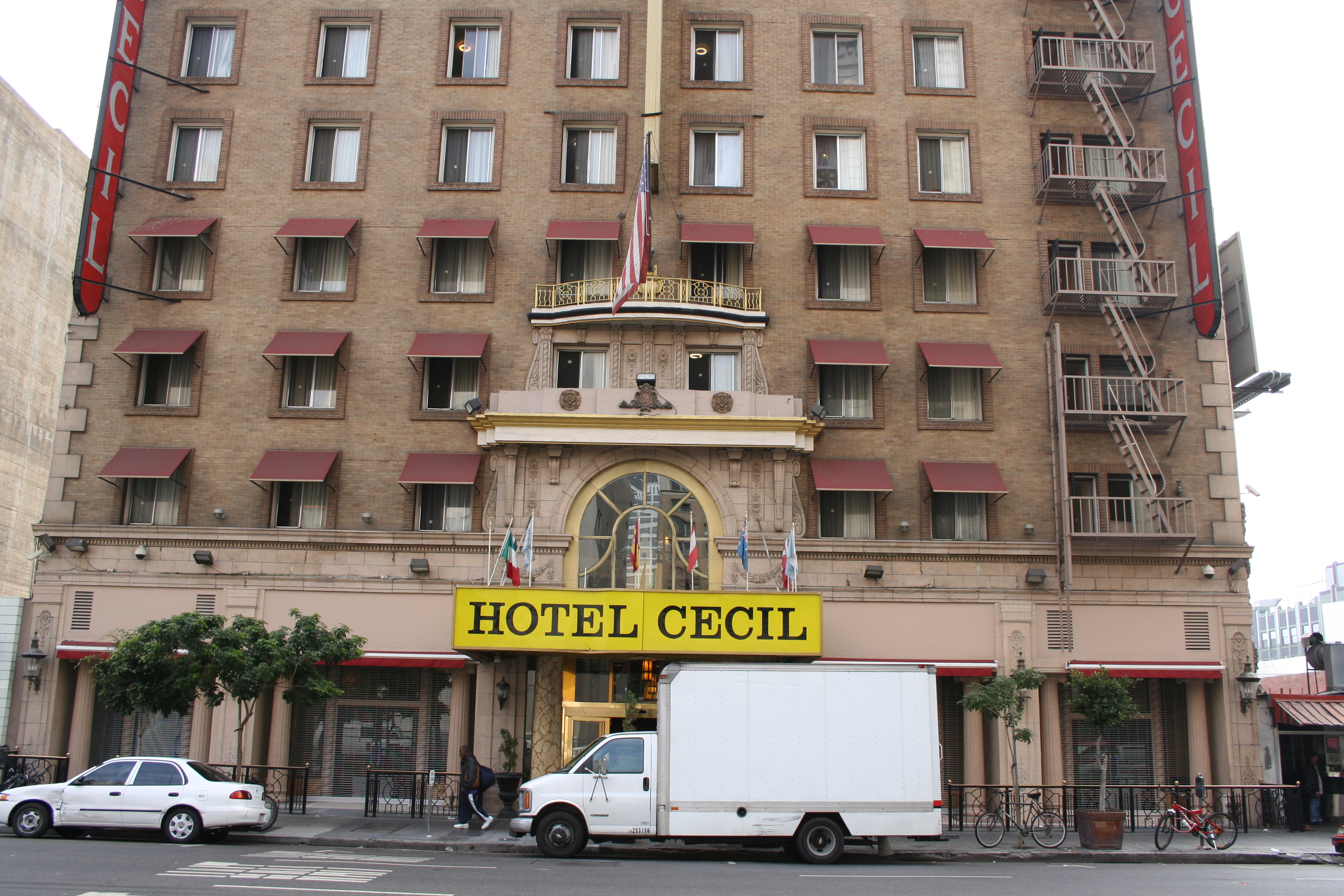
El Cecil, donde Lam pasó su última semana.

Viajó sola, en Amtrak y autobuses interurbanos. Tras llegar el 22 de enero a San Diego, visitó el zoológico de la ciudad y publicó fotos tomadas allí en las redes sociales. El 26 de enero, llegó a Los Ángeles. Después de dos días, se registró en el Hotel Cecil, cerca del centro de Skid Row. Inicialmente, se le asignó una habitación compartida en el quinto piso del hotel; sin embargo, después de que sus compañeras de cuarto se quejaran de lo que el abogado del hotel describiría más tarde como "cierto comportamiento extraño", la trasladaron a una habitación propia después de dos días.
Construido como un hotel de negocios en la década de 1920, el Cecil cayó en tiempos difíciles durante la Gran Depresión de la década de 1930 y nunca recuperó su mercado original, ya que el centro de la ciudad se deterioró a fines del siglo XX. Varios de los asesinatos más notables de Los Ángeles han sucedido o tienen relación con el hotel: Elizabeth Short, víctima de asesinato conocida como la Dalia Negra, el asesinato no resuelto más conocido de la ciudad, supuestamente hizo su última parada al Cecil antes de su muerte, y en 1964, Goldie Osgood, la "Señora de las palomas de Pershing Square" (Plaza Pershing), fue violada y asesinada en su habitación del Cecil, otro crimen que nunca fue resuelto. Los asesinos en serie Jack Unterweger y Richard Ramirez, el "Acosador Nocturno", se hospedaron en el Cecil mientras estaban activos. También fue escenario de suicidios, con uno donde el suicida cayó sobre un peatón delante del hotel y ambos murieron. Tras renovaciones recientes, se ha intentado promocionar como un hotel boutique, pero la reputación aún perdura. "El Cecil te revelará lo que sea si eres un fugitivo", dice Steve Erickson, un periodista que pasó una noche en el hotel después de la muerte de Lam.
Lam había sido diagnosticada con trastorno bipolar y depresión. Le habían recetado cuatro medicamentos: Wellbutrin, Lamotrigina, Quetiapina y Venlafaxina para tratar sus trastornos. Según su familia, que supuestamente mantuvo su historial de enfermedad mental en secreto, no tenía antecedentes de ideaciones o intentos de suicidio, aunque un informe afirmaba que había desaparecido previamente por un breve período.
A mediados de 2010, Elisa comenzó a escribir un blog en Blogspot llamado Ether Fields ("Campos de éter"). Durante los siguientes dos años, publicó fotos de modelos con ropa de moda y relatos de su vida, haciendo hincapié en su lucha contra la enfermedad mental. En una publicación de blog de enero de 2012, lamentó que una "recaída" al comienzo del período escolar la había obligado a abandonar varias clases, sintiéndose "totalmente desorientada y perdida". Tituló su mensaje: "Siempre te atormenta la idea de que estás desperdiciando tu vida" después de una cita del novelista Chuck Palahniuk. Lam usó la cita como un epígrafe para su blog. Le preocupaba que su expediente académico pareciera sospechoso con tantos retiros y que no le permitiera continuar sus estudios asistiendo al posgrado de la escuela.
Un poco más de dos años después de que Lam comenzase a bloguear, anunció que abandonaría su blog por otro que había comenzado en Tumblr, Nouvelle/Nouveau. Su contenido consistía principalmente en fotos y citas de moda encontradas y algunas publicaciones en las propias palabras de Lam. La misma cita de Palahniuk se usó como un epígrafe.

## Desaparición
Mientras viajaba, todos los días, Lam contactaba a sus padres en Columbia Británica. El 28 de enero de 2013 llegó a Los Ángeles, procedente de San Diego y se registró en el Cecil, un hotel donde la clientela era mayoritariamente extranjera. Se hospedó inicialmente en la habitación 506, una estacia económica de uso compartido para mujeres, con el baño al final del pasillo.
El 31 de enero, el día en que tenía previsto salir del Cecil e irse a Santa Cruz, no tuvieron noticias suyas y llamaron a la policía de Los Ángeles; su familia voló a Los Ángeles para ayudar con la búsqueda. El personal del hotel que la vio ese día dijo que estaba sola. Afuera del hotel, Katie Orphan, gerente de una librería cercana, era la única persona que recordaba haber visto a Lam ese día. "Era extrovertida, muy animada, muy amigable", dijo. Mientras recibía regalos para llevar a casa a su familia, le dijo Orphan a CNN: "[Ella] estaba hablando sobre qué libro iba a llevar y si lo que llevaba sería demasiado pesado para llevarlo mientras viajaba", agregó Orphan.
La policía registró el hotel en la medida en que legalmente podía hacerlo. Registraron la habitación de Lam, pero el servicio de habitaciones ya había retirado sus pertenencias. La directora del hotel argumentó que Lam no hizo el check-out y, por norma, se guardan sus pertenencias durante 30 días en una bolsa de plástico. Cuando la policía comprobó sus pertenencias hallaron su ordenador portátil y su medicación. También el encargado de limpiar su habitación dijo que estaba muy desordenada. No se encontró la puerta forzada ni indicio alguno de uso de drogas o estupefacientes.
También llevaron perros que recorrieron el edificio, incluida la azotea, pero los caninos no detectaron su olor. "Pero no buscamos en todas las habitaciones", dijo el sargento Rudy López más tarde, "eso solo lo podíamos hacer si teníamos una causa probable" para creer que se había cometido un crimen. Durante las pesquisas la policía corroboró que Lam fue vista en una zona de acceso restringido, por lo que fue invitada a abandonar dicho lugar, siendo la última vez que alguien manifestó que la vio.
El 6 de febrero, una semana después de que se viera por última vez a Lam, el LAPD decidió que se necesitaba más ayuda. Se publicaron carteles con su imagen en el vecindario y en internet. El caso trajo la atención del público a través de los medios.

### Vídeo del ascensor
El 14 de febrero, después de que pasara otra semana sin señales de ella, el LAPD lanzó un vídeo del último avistamiento conocido de ella tomado por una cámara de videovigilancia el 31 de enero en uno de los ascensores del Cecil. El vídeo atrajo el interés mundial sobre el caso debido al extraño comportamiento de Lam, y fue ampliamente analizado y discutido.
En el vídeo, la cámara de una de las esquinas traseras de la cabina del ascensor mira hacia abajo desde el techo, ofreciendo una vista no solo del interior sino también del pasillo exterior. Es algo granulada, y la marca de tiempo de la parte inferior está oscurecida. En algunos puntos, la boca de Lam está pixelada.
Al principio, Lam entra vestida con una sudadera con cremallera roja y capucha sobre una camiseta gris, con shorts negros y sandalias. Entra desde la izquierda y va al panel de control, al parecer para seleccionar varios pisos y luego retrocede a la esquina. Después de unos segundos durante los que la puerta no se cierra, se acerca, se inclina hacia adelante para que su cabeza atraviese la puerta, mira en ambas direcciones y rápidamente vuelve a entrar, retrocede hasta la pared y luego a la esquina cerca del panel de control. La puerta permaneció abierta.
Ella camina de nuevo y se para en el umbral, inclinándose hacia un lado. De repente, sale al pasillo, luego a su lado, de vuelta, mirando hacia un lado, luego vuelve a salir. Luego da un paso hacia los lados otra vez, y durante unos segundos es casi invisible detrás de la pared a la que le da la espalda justo afuera. La puerta se queda abierta.
Se puede ver su brazo derecho subiendo a su cabeza, y luego se gira para volver a entrar en la cabina, poniendo ambas manos en el costado de la puerta. Luego va al panel de control, presiona muchos más botones, algunos más de una vez, y luego regresa a la pared por la que había entrado al ascensor, colocando ambas manos sobre sus oídos nuevamente y brevemente mientras camina de regreso a la sección de la pared que se había enfrentado antes. La puerta permanece abierta.
Gira hacia la derecha y comienza a frotarse los antebrazos, luego agita las manos a los costados con las palmas de las manos en posición plana y los dedos extendidos, mientras se inclina ligeramente hacia adelante y se balancea suavemente. Todo esto se puede ver a través de la puerta, que permanece abierta. Después de volver a la pared y caminar hacia la izquierda, la puerta finalmente se cierra. Investigaciones posteriores demostraron que el ascensor estaba en la planta 14 (la última) y que, al apretar una fila entera de botones, había presionado el botón de bloqueo de puertas abiertas, lo que impide durante dos minutos el cierre de las mismas.
Se volvió a publicar ampliamente, incluido en el sitio chino de intercambio de vídeos Youku, donde obtuvo 3 millones de visitas y 40 000 comentarios en sus primeros 10 días. A muchos de los comentaristas les pareció perturbador verlo.
Se plantearon varias teorías para explicar sus acciones. Una era que Lam intentaba que el ascensor se moviera para escapar de alguien que la perseguía. Otros sugirieron que podría estar bajo la influencia del éxtasis o de alguna otra droga de fiestas. Cuando se conoció su trastorno bipolar, también surgió la teoría de que estuviese teniendo un episodio psicótico.
Otros espectadores argumentaron que el vídeo había sido manipulado antes de hacerse público. A pesar del oscurecimiento de la marca de tiempo, afirmaron que las partes se habían ralentizado, y que discretamente se había eliminado casi un minuto de grabación. Esto podría haberse hecho simplemente para proteger la identidad de alguien que de lo contrario estaría en el vídeo, pero que tuvo poco o nada que ver con el caso, o para ocultar pruebas si la desaparición y la muerte de Lam hubieran sido el resultado de un acto delictivo.

## Hallazgo del cuerpo
Durante la búsqueda de Lam, los huéspedes del hotel comenzaron a quejarse por la baja presión del agua. Más tarde, algunos afirmaron que el agua era de color negro y tenía un sabor inusual. En la mañana del 19 de febrero, el cuerpo de Lam fue encontrado en uno de los cuatro tanques de 1000 galones (3785 l) que proveían agua a las habitaciones de los huéspedes, a la cocina y a la cafetería. El tanque se drenó y se abrió debido a que su escotilla de mantenimiento era demasiado pequeña para acomodar el equipo necesario para extraer el cuerpo de Lam.
El 21 de febrero, la oficina forense de Los Ángeles emitió un hallazgo de ahogamiento accidental, con el trastorno bipolar como un factor significativo. El informe forense completo, publicado en junio, indicó que el cuerpo de Lam se  había encontrado desnudo; flotaba en el agua ropa similar a la que llevaba en el vídeo del ascensor, cubierta con "partículas de arena". Junto a ella se encontraron su reloj y la llave de la habitación.
El cuerpo de Lam estaba moderadamente descompuesto e hinchado. Era principalmente verdoso, con algunos jaspeados evidentes en el abdomen y también evidente separación de la piel. No había evidencia de trauma físico, agresión sexual, o suicidio. Las pruebas de toxicología –  incompletas, pues no se había conservado suficiente sangre  –  mostraban rastros compatibles con la medicación de prescripción que se encontraba entre sus pertenencias y más medicamentos sin receta, como Sinutab e ibuprofeno. Había una cantidad muy pequeña de alcohol (alrededor de 0,02 g%), pero no otras drogas recreativas.

## Problemas no resueltos
La investigación determinó cómo murió Lam, pero no ofreció una explicación sobre cómo entró en el tanque en primer lugar. Las puertas y escaleras que acceden a la azotea del hotel estaban cerradas con llave, y solo el personal tenía dichas claves y códigos de acceso, y cualquier intento de forzarlos supuestamente habría activado una alarma. Sin embargo, la escalera de incendios del hotel podría haberle permitido eludir esas medidas de seguridad, si ella (o alguien que pudiera haberla acompañado allí) lo hubiera sabido. Un vídeo realizado por un usuario chino después de la muerte de Lam y publicado en Internet mostró que la azotea del hotel era fácilmente accesible a través de la salida de incendios y que dos de las tapas de los tanques de agua estaban abiertas.
Aparte de la cuestión de cómo subió a la azotea, otros preguntaron si podría haber entrado al tanque por sí misma. Los cuatro tanques son cilindros de 4 por 8 pies (1,2 por 2,4 m) apuntalados sobre bloques de concreto u hormigón; no hay acceso fijo a ellos y los trabajadores del hotel tuvieron que usar una escalera para mirar el agua. Dichos tanques están protegidos por pesadas tapas que serían difíciles de cerrar desde dentro. El conserje que la encontró mencionó que el tanque estaba abierto al momento de ser descubierta. Los perros policías que registraron el hotel en busca de Lam, incluso en el tejado, poco después de que se notara su desaparición, no encontraron ningún rastro de ella (aunque no habían registrado la zona cerca de los tanques de agua).
Las teorías sobre el comportamiento de Lam en el vídeo del ascensor no finalizaron con su muerte. Algunos dijeron que estaba intentando esconderse de un perseguidor, tal vez alguien que finalmente fuese responsable de su muerte, mientras que otros afirmaron que simplemente estaba frustrada con el aparente mal funcionamiento del ascensor. Algunos defensores de la teoría de que estuviese bajo la influencia de drogas ilícitas no son disuadidos por su ausencia del examen toxicológico, sugiriendo que podrían haberse descompuesto durante el período de tiempo en que su cuerpo se descompuso en el tanque, o que podría haber tomado raros cócteles de drogas que un examen normal no detectaría.
El informe de la autopsia y sus conclusiones también se han cuestionado. Por ejemplo, no dice cuáles fueron los resultados del kit de violación y el kit de la uña, o incluso si fueron procesados. También registra la acumulación subcutánea de sangre en el área anal de Lam, lo que algunos observadores sugirieron que era una señal de abuso sexual; sin embargo, un patólogo ha notado que también podría haber resultado de la hinchazón en el curso de la descomposición del cuerpo, y su recto también prolapsaba.
Incluso los patólogos del forense parecían ser ambivalentes sobre su conclusión de que la muerte de Lam fue accidental. Una página del informe tiene un formulario con casillas para verificar si la muerte fue accidental, natural, homicida, suicidio o indeterminada, en gran tipo y a una distancia suficiente entre sí. La casilla de "accidente" está fechada el 15 de junio; sin embargo, tres días más tarde se verificó la casilla "indeterminada". Esto fue en algún momento durante los tres días previos a la publicación del informe que se señaló como un error, tachado y rubricado.
Actualmente después del documental realizado por Netflix, se sabe que la fecha 15 de junio en la autopsia está mal interpretada y en realidad dice también 18 con una pluma a la cual se le fue la tinta al escribir rápidamente el 8, y que la colocación de muerte "indeterminada" fue un error. 
Desde su muerte, se actualizó su blog de Tumblr, presumiblemente a través de la opción Cola de Tumblr, que permite que las publicaciones se publiquen automáticamente cuando el usuario no está. Su teléfono móvil no se encontró ni junto a su cuerpo ni en su habitación del hotel; se cree que fue robado en algún momento de su muerte. No se sabe si las actualizaciones continuas a su blog se vieron facilitadas por el robo de su teléfono, el trabajo de un pirata informático o a través de la opción Cola; ni si las actualizaciones están relacionadas con su muerte.

## Litigio
En septiembre, los padres de la fallecida Elisa Lam presentaron una demanda por homicidio culposo, alegando que el hotel no "inspeccionó buscando peligros en el hotel que potencialmente presenten un riesgo irrazonable de peligro para (Lam) y otros huéspedes del hotel" y solicitaron daños no especificados y gastos de entierro. El hotel argumentó que no podía haber previsto razonablemente que Lam pudiese haber entrado a los tanques de agua, y que como se desconocía cómo llegó Lam al tanque de agua, no se podía asignar ninguna responsabilidad por no evitarlo. La demanda fue desestimada en 2015.

## En la cultura popular
Las circunstancias de la muerte de Lam se han comparado con los elementos de la trama de la película de terror Dark Water, de 2005. En la película, que es una versión estadounidense de una película japonesa del mismo nombre basada en un relato corto de 1996 escrito por Koji Suzuki, una madre y su hija se mudan a un edificio de apartamentos ruinoso. Un ascensor disfuncional y el agua turbia que brota de los grifos del edificio las conducen finalmente al tanque de agua del edificio, donde descubren el cuerpo de una niña que se había reportado como desaparecida del edificio un año antes.
Siguiendo el proverbio de que la vida imita al arte, con Dark Water, los creadores de películas y programas de televisión utilizaron el caso de Lam como inspiración para sus propias obras. En mayo de 2013, el episodio "Watershed" se emitió como el final de la temporada de ese año de la serie de la ABC Castle, en el que un detective de la policía de Nueva York y el personaje principal, un novelista de misterio, investigan crímenes. En "Watershed", el dúo persigue pistas sobre la muerte de una joven encontrada muerta en el tanque de agua de la azotea del "Hotel Cedric" en Manhattan; entre las pruebas hay un vídeo de vigilancia de la mujer tomando un ascensor. En última instancia, se descubrió que se había hecho pasar por prostituta para investigar a otro huésped en el hotel.
Otra serie de ABC, How to Get Away with Murder, tuvo una historia similar. A lo largo de una serie de flashbacks diseminados durante la primera temporada, que comenzó a transmitirse en 2014, se revela que una niña de la hermandad desaparecida al comienzo de la temporada fue asesinada y que su cuerpo fue escondido en el tanque de agua en el techo de la casa de hermandad. De manera similar, su cuerpo solo se descubre cuando se llama a un trabajador de mantenimiento a la casa para abordar un problema relacionado con la presión del agua.
En Hong Kong, de donde la familia de Lam había emigrado a Vancouver, los cineastas también se inspiraron en el caso. Nick Cheung, un consumado actor en películas de Hong Kong, hizo su debut como director en 2014 con Hungry Ghost Ritual, un thriller de terror que incluye una escena en la que un fantasma aterroriza a una joven en un ascensor, metraje filmado para parecerse a la filmación una cámara de seguridad. Además, se presume que dicho metraje se inspiró en las imágenes de Lam en el Cecil. En China continental, el director Liu Hao anunció un año después de la muerte de Lam que haría una película basada en ella; fue a Los Ángeles y se quedó unos días investigando en el Cecil. Los medios chinos informaron de que la actriz Gao Yuanyuan podría estar interesada en interpretar a Lam. Liu dijo que, en el caso de que se rodara la película, probablemente sería una coproducción estadounidense-australiana en inglés.
En marzo de 2014, a poco más de un año después de la muerte de Lam, los hermanos Brandon y Philip Murphy vendieron un guion de terror, The Bringing, que utilizaba la investigación del caso como trasfondo de la historia de un detective ficticio que lentamente pierde la cordura durante una investigación. Fueron ampliamente criticados por hacerlo tan pronto después de la muerte. Originalmente, el director danés Nicolas Winding Refn iba a dirigir la película, pero en agosto se anunció que la dirigiría Jeremy Lovering para Sony Pictures una vez que comenzara la producción.
El vídeo de 2014 para la canción The Ancient World, del dúo pop de Vancouver The Zolas, pretende ser una representación idealizada del último día de Lam, mostrando a una mujer joven explorando Los Ángeles y disfrutando de placeres simples. "Me molestó cuando las personas explicaron la desaparición de Lam con drogas o enfermedades mentales", dijo el cantante Zach Gray, quien asistió a la UBC por la misma época y tenía un amigo que conocía a Lam. "Aunque se trata principalmente de ficción, queríamos que la gente lo viera y se sintiera como una chica real y una chica familiar y no solo como un informe policial". Más tarde ese año, la banda estadounidense de post-hardcore Hail the Sun escribió "Síndrome desapareciendo", también inspirado en la historia de Lam. "Es un caso escalofriante y espeluznante", dijo el guitarrista de la banda, Aric Garcia, en una sesión de preguntas y respuestas en Reddit.
En 2015, los medios especularon que la quinta temporada de American Horror Story se había inspirado en la muerte de Lam. A finales de la primavera, el creador Ryan Murphy dijo que la próxima temporada se instalaría en un hotel de la actual Los Ángeles. Él se inspiró, agregó, en un vídeo de vigilancia de una mujer joven que "subió a un ascensor en un hotel del centro de la ciudad... y nunca se la volvió a ver". No dijo su nombre, pero se presumía que estaba hablando de Lam. En 2017, Sun Kil Moon lanzó las canciones "Window Sash Weights" ("Pesas del marco de la ventana") y "Stranger Than Paradise" ("Más extraño que el paraíso") como parte de su álbum Common as Light and Love Are Red Valleys of Blood ("Los valles rojos de la sangre son tan comunes como la luz y el amor", 2017); las canciones hacen referencia específica al evento y promueven la idea de que fue un engaño. El miembro de la banda Mark Kozelek dijo en una entrevista: "He llegado a la conclusión de que nadie murió en el tanque de agua. No hay forma de identificar a la chica del ascensor, ya que su rostro está pixelado".
En 2015, el programa uruguayo Voces anónimas dedicó un episodio a Elisa Lam en el que cuenta su historia en el Hotel Cecil.
En 2018, el misterio que rodea la muerte sin resolver de Elisa Lam inspiró el sencillo debut de SKYND, dúo eléctrico/industrial que escribe canciones sobre asesinos seriales, crímenes brutales y casos sin resolver.
En 2021, Netflix sacó el documental Crime Scene: The Vanishing at the Cecil Hotel en donde se toca el tema de la muerte de Elisa Lam y otros sucesos desarrollados en el Hotel Cecil.

## Teoría más consistente hasta el momento
Hay una teoría que sugiere que Elisa Lam comenzó a dejar la dosis recomendada del medicamento contra su trastorno bipolar, la cual era de tipo uno (posiblemente desarrollaba ataques psicóticos, escuchara voces o tenía percepción de personas u objetos inexistentes) y que por esa causa ella pudo haber tenido un ataque psicótico y comenzara a ver a alguien que presuntamente la seguía (tal vez una alucinación, que explicaría su comportamiento extraño dentro del ascensor). La teoría ha sido puesta en duda por aquellos que se preguntan cómo Elisa Lam llegó hasta el tanque de agua sin que ningún testigo la observara.
Después, la hipótesis sugiere que al sufrir el ataque psicótico (un posible delirio de persecución), Lam subió a la azotea a través de la escalera de emergencia, pues no se sugiere que ella o los habitantes del hotel tuvieran permiso de tomar la llave de acceso a la azotea. 
Se dice, según esta teoría, que Elisa Lam pudo haber caído accidental o intencionalmente a uno de los tanques, posiblemente abierto por ella misma al momento de su muerte. Los que niegan la teoría la refutan con el argumento de que entonces quién pudo haber cerrado la tapa cuando Elisa ya estaba muerta dentro, pero se plantea que, por un error en el informe policial del crimen, no se mencionó que quien halló el cadáver de la occisa encontró la tapa abierta.
La solución a la duda del porqué su cadáver apareció desnudo, ya habiendo arrojado la autopsia que no sufrió violación, es que la misma Elisa Lam se despojó de sus ropas mientras estaba dentro del tanque para intentar salir con más facilidad de éste, pero "murió ahogada al no poder salir". Esta es tan sólo una teoría sugerida pero no resuelve la realidad de su muerte. 
El médico forense encargado del caso calificó la muerte de Lam como "una muerte accidental por ahogamiento, producida por el factor de una presunta alucinación por su bipolaridad".